# Jama'at Ansar al-Furqan en Bilad al Sham
Jama'at Ansar al-Furqan en Bilad al Sham ( en árabe: جماعة أنصار الفرقان في بلاد الشام‎;. "Partidarios del Criterio en el Levante") es una facción yihadista que estuvo activo en Siria que fue fundado en el otoño de 2017 por exmiembros de Jaish al-Muhajireen wal-Ansar.  Según los informes, el grupo estaba dirigido por el hijo del fundador de Al-Qaeda, Osama bin Laden, Hamza bin Laden.

## Antecedentes
En los estatutos del grupo, afirmaba estar en guerra con el gobierno de Bashar al-Assad, Turquía, el Ejército Sirio Libre respaldado por Turquía, Rusia, los chiitas y los ateos. La carta también describió la oposición del grupo a los gobiernos democráticos y comunistas, la oposición a los diversos gobiernos árabes actuales, la mayoría de los cuales son seculares.  El grupo había pedido a varias facciones yiadistas que se univeran y se centraran el luchar contra enemigos comunes y había reclutado a muchos combatientes yihadistas veteranos de esos grupos en Siria. Según los informes, el grupo también tenía una gran cantidad de combatientes veteranos de al-Qaeda de la península arábiga y el sur de Asia .
Después de la formación del grupo, Hayat Tahrir al-Sham arrestó a los líderes del grupo en noviembre de 2017, así como a Sami al-Oraydi, quien dejó HTS, quien anteriormente era el principal funcionario de la Sharia de al-Nusra, después de los arrestos. Ansar al-Furqan y HTS acordaron no para debilitarse o competir entre sí, hasta el establecimiento posterior de la Organización Guardianes de la Religión dirigida por varios desertores del HTS y leales a al-Qaeda, incluido Sami al-Oraydi.